# Симоновка (Саратовская область)
Симоновка — село в Калининском районе Саратовской области. Административный центр Симоновского муниципального образования.  На 2017 год в деревне числилось 6 улиц.

## География
Расположено на правом берегу реки Баланда. Высота центра селения над уровнем моря — 120 м. К северу от поселения расположено село Чадаевка.

## Инфраструктура
В селе имеется птицефабрика, средняя образовательная школа, клуб, и почтовое отделение.

## Население
| 2002 | 2010 |
| ---- | ---- |
| 834  | ↘710 |